# HMS Invincible (R05)
El HMS Invincible (R05) fue un portaviones ligero STOVL de la clase Invincible perteneciente a la Marina Real británica. Su complemento aéreo estaba formado por aviones Sea Harrier y helicópteros Lynx, Merlín y Sea King.
Fue botado el 3 de mayo de 1977, amadrinado por la reina Isabel II, y es el séptimo buque de la Marina Real en portar ese nombre. Participó en combate en la guerra de las Malvinas, donde fue desplegado con el HMS Hermes. Asumió las tareas de buque insignia de la flota británica cuando este fue vendido a la India. Fue desplegado también en las guerras yugoslavas y en la guerra de Irak. Fue dado de baja en 2005 y, finalmente, vendido como chatarra en febrero de 2011.

## Principales tareas del buque
1. Operaciones desde el mar: Operaciones para atacar objetivos en tierra desde el mar, sin necesidad de una base en tierra, utilizando aviones y helicópteros.
2. Maniobras litorales (LitM): Operaciones anfibias desde el buque para desembarcos de tropa.
3. Comando y control: Puede llevar a cabo tareas de control de operaciones desde su puente de mando.

## Historia
El Invincible fue construido en Barrow-in-Furness por Vickers construcción naval e ingeniería. Fue puesto en grada en 1973 y botado el 3 de mayo de 1977. El 11 de julio de 1980 fue puesto en servicio y se unió a los otros portaaviones de la flota, los HMS Hermes y HMS Bulwark.

### Propuesta de venta
El 25 de febrero de 1982, el gobierno australiano anunció, después de varios meses de negociaciones, que había acordado comprar el Invincible por 175 millones de dólares. La venta fue confirmada por el Ministerio de Defensa. El 1 de junio, el primer ministro australiano Malcolm Fraser sugirió al Gobierno británico que la venta del Invincible a Australia podría ser cancelada de común acuerdo.
En julio de 1982, el Ministerio de Defensa británico anunció que había retirado su oferta para vender el Invincible y que mantendría una fuerza de tres portaaviones.

### Guerra de las Malvinas

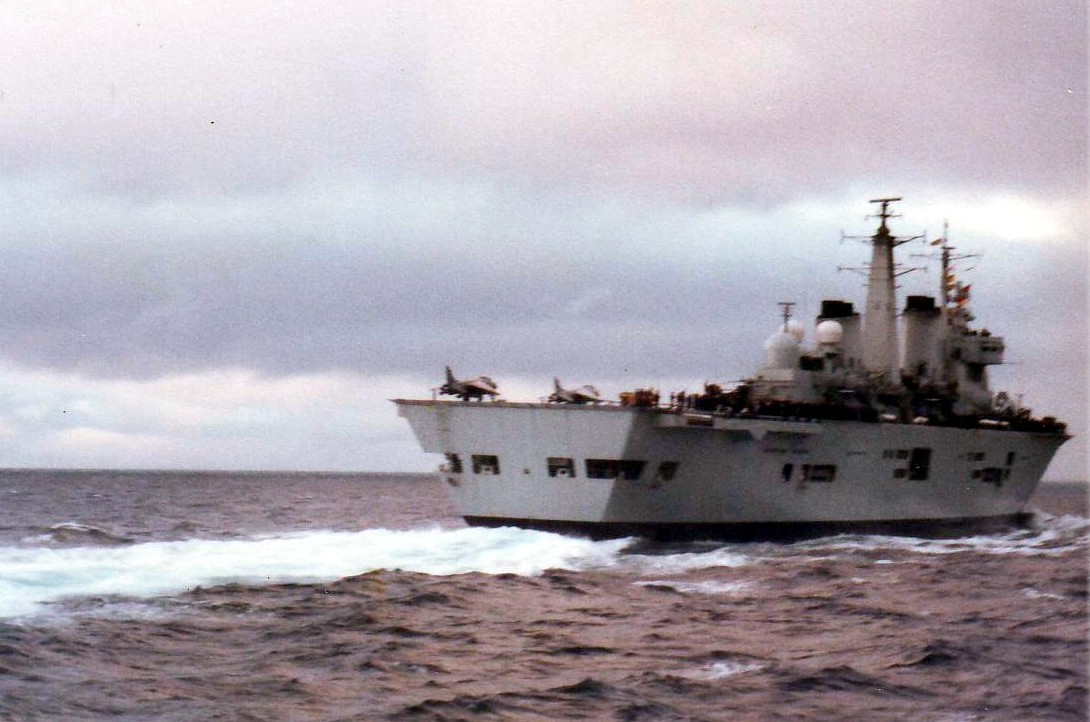
Invincible en el Atlántico Sur, durante la guerra de las Malvinas en 1982.

El 2 de abril de 1982, Argentina desembarca en las Islas Malvinas y tres días más tarde, una fuerza naval encabezada por los portaaviones Invincible y Hermes partió desde Portsmouth con destino al Atlántico Sur por orden del Gabinete de Guerra británico el 20 de abril. El grupo aéreo del Invincible estaba formado por 8 Sea Harrier y 12 Sea King, y era ligeramente mayor que la capacidad para la que el buque estaba diseñado.
Durante el viaje hacia el sur desde la isla Ascensión a las Malvinas, el 23 de abril, el Invincible apuntó sus misiles Sea Dart hacia un DC10 de una aerolínea brasileña, confundiéndolo con un Boeing 707 de la Fuerza Aérea Argentina que había estado vigilando los movimientos de la flota durante varios días, ya que creía que podría preceder a un ataque lanzado desde el portaaviones argentino ARA Veinticinco de mayo contra sus propios portaaviones. Woodward dio permiso para derribarlo, siempre y cuando llegara a una cierta distancia y pudiera ser identificado de manera positiva. Como el 707 no era una amenaza directa para la flota, Woodward ordenó un seguimiento de su curso, y se le informó de que el avión estaba en una línea "directa que va desde Durban a Río de Janeiro". Con esto en mente, Woodward dio la orden de "armas preparadas", y envió un Sea Harrier para investigar. El piloto informó que "se trataba de un avión de pasajeros de Brasil, con toda la navegación normal y luces encendidas".

#### Ataque al Invincible
Versión de Argentina

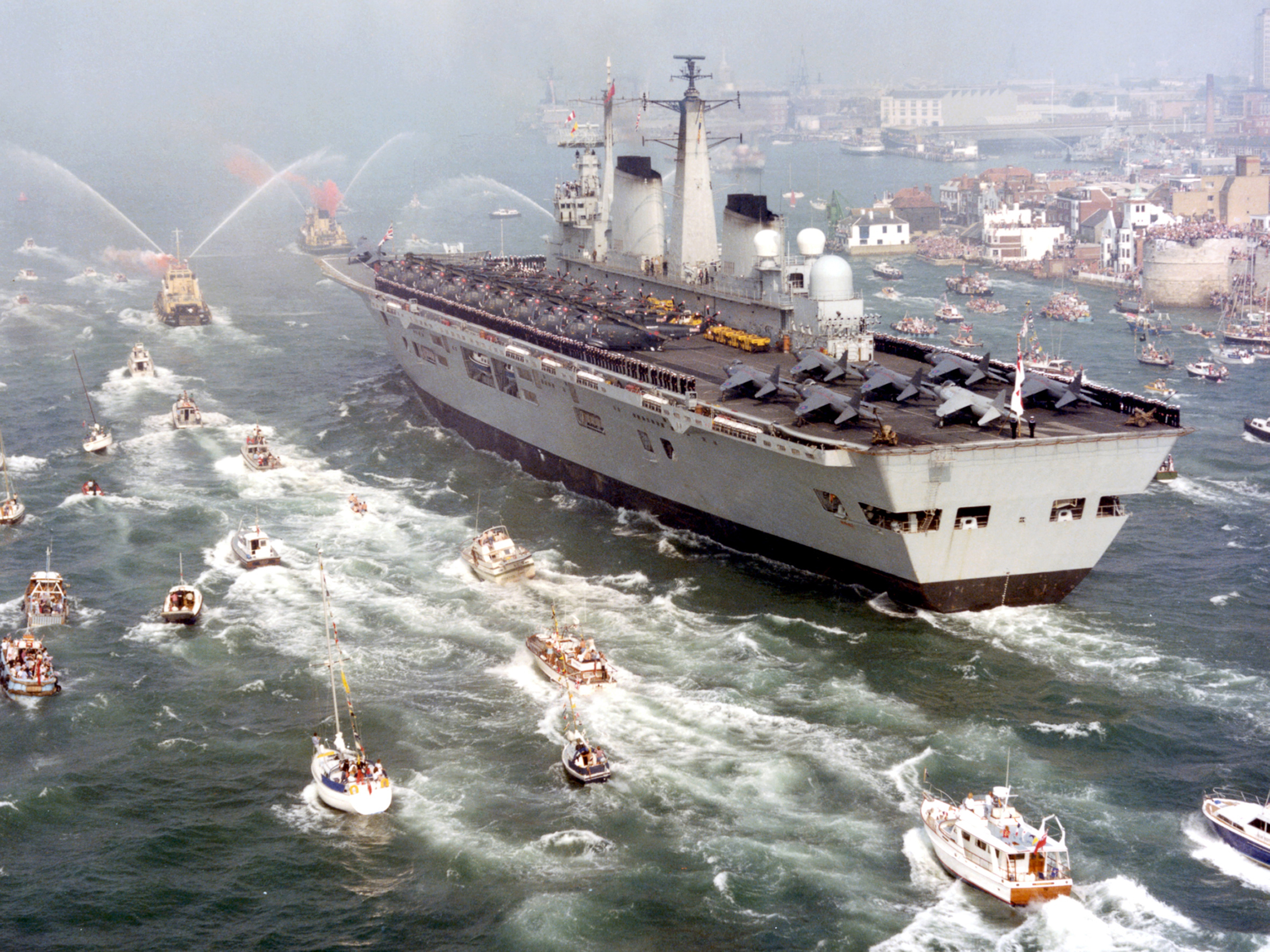
El Invincible regresando a puerto tras la guerra de las Malvinas.

Argentina reclama que el portaaviones HMS Invincible fue atacado e impactado el 30 de mayo de 1982 por una fuerza conjunta compuesta por dos Super Étendard (3-A-202 y 3-A-205), con indicativo “Ala”, comandados por el Capitán de Corbeta Alejandro Francisco (portaba el último Exocet AM-39 que poseían las fuerzas argentinas) y el Teniente de Navío Luis Collavino (en apoyo de radar) y cuatro A-4C Skyhawk, Grupo 4 de Caza con indicativo "zonda", comandados por los Primeros Tenientes José Daniel Vázquez, jefe de la escuadrilla A4C, (avión C-312) y Ernesto Ureta (avión C-321), el Teniente Omar Jesús Castillo (avión C-310) y el Alférez Gerardo Guillermo Isaac (avión C-318). Una vez disparado el Exocet (este habría impactado en la base de la torre de mando), los cuatro A-4C (Ureta e Isaac a la derecha y Castillo y Vázquez a la izquierda) se lanzaron, convergiendo casi en línea. Sobre la estela del misil vieron una columna de humo, en el horizonte. Cerca del blanco, un misil (posiblemente un Sea Dart) impactó en el avión del jefe de la escuadrilla (Vázquez), la aeronave se partió en dos y se estrelló en el mar. Cinco segundos antes del lanzamiento de las bombas, la artillería del buque impactó en el numeral 2 (Castillo), cuyo avión explotó. Parece que su motor cayó sobre la cubierta y resbaló hasta el hueco del ascensor de aviones, por donde entró e incendió el interior. Los dos aviones restantes estaban también alcanzando el objetivo, que ya se cubría de humo. Ambos lanzaron sus bombas sobre la cubierta.
Con posteridad al ataque, Ureta e Isaac se reabastecieron en vuelo y se dirigieron a la Base Aérea Militar Río Grande. La operación duró casi cuatro horas.
Lo que sí se sabe en concreto es que el portaaviones se retiró de la zona inmediata de las Malvinas en la noche del 5 de junio y dejó de proveer cobertura aérea en el apogeo de la lucha terrestre para llevar a cabo reparaciones. El diario La Nación de Buenos Aires, reportó el 7 de junio: La Task Force sin un portaaviones obligada retirarse de las aguas de Malvinas debido a algunos daños causados por la aviación argentina, según fuentes diplomáticas. El portaaviones se retiró nuevamente de la zona de Malvinas el 18 de junio acompañado por la fragata HMS Andromeda para llevar a cabo más reparaciones, y dejó de operar en pleno estado de guerra durante dos semanas. Cuando ancló en Puerto Argentino el 2 de julio lucía una magnífica fresca capa de pintura lograda a pesar de la mala temporada en alta mar. Durante su ausencia (noche del 5 al 6 de junio y el período entre 18 de junio y 2 de julio) el Invincible pudo reemplazar dos motores Olympus.
En 2012 el Ministerio de Defensa Británico publicó el "Recycling of Ex-HMS Invincible" en cuya página 8 se observa el portaaviones siendo desguazado, con un parche en la zona donde el 1º Teniente Ureta de la Fuerza Aérea Argentina dijo que habían impactado sus bombas, y en la misma zona donde estaban dos de las cuatro turbinas "Olympus" que fueron cambiadas en alta mar. 
- «Web del Ministerio de Defensa Británico» (en inglés).

Versión del Reino Unido
Gran Bretaña niega que este ataque tuviera éxito. La versión original que hicieron circular los británicos es que el último Exocet impactó contra el casco del Atlantic Conveyor semidestruido por el ataque anterior. Más tarde se estableció que el Atlantic Conveyor se había ido a pique el 28 de mayo. Según versiones más recientes, el Exocet fue derribado por el destructor HMS Exeter a 12 800 m, mientras que los dos A-4 sobrevivientes atacaron sin éxito a la fragata HMS Avenger, que estaba produciendo una cortina de humo para cubrir al Invincible.
Otra versión indica que el derribo del misil Exocet fue por los disparos del cañón de 114 mm de la fragata HMS Avenger.
Según el informe del HMS Exeter, se emplearon tácticas evasivas, y el Exocet voló inofensivamente hacia el mar por la popa, pasando muy cerca de la Avenger.
El portaaviones Invincible transportaba el 25 % del arsenal nuclear de profundidad de Gran Bretaña, que fue transferido entre el 2 y el 3 de junio de 1982 al Fort Austin, según el informe del Ministerio de Defensa.
El Reino Unido declaró formalmente el fin de las hostilidades el 20 de junio de 1982.

### 1983-2005

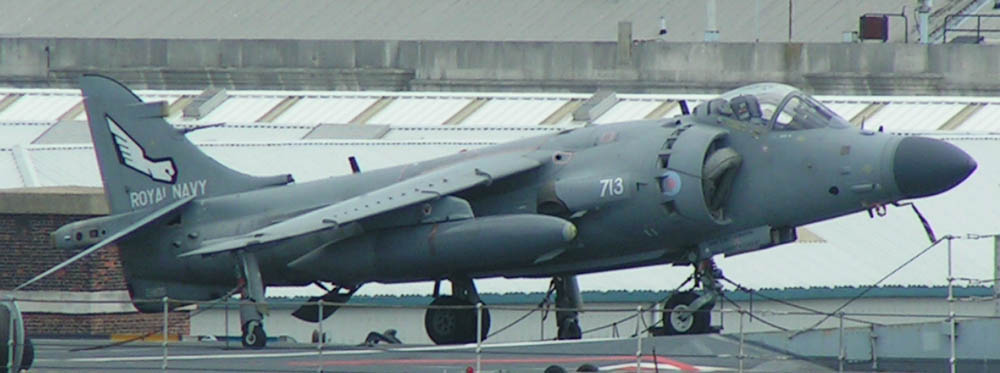
Un Sea Harrier FA2 en la cubierta del Invincible.

En diciembre de 1983, el gobierno de Australia negó el uso de las instalaciones del dique seco de Sídney al Invincible durante el despliegue del grupo Orient Express, cuando la Marina Real se negó a declarar si el buque portaba armas nucleares. El Invincible iba acompañado por otros buques, entre ellos el HMS Achilles, durante este despliegue.
De 1993 a 1995, el Invincible fue desplegado en el Adriático para la Operación Deny Flight en Bosnia y contribuyó a los bombardeos de la OTAN en Bosnia y Herzegovina en 1995 (Operación Fuerza Deliberada).
En 1997, el Invincible encabezó el despliegue de la operación Ola Oceánica 1997, que también incluyó operaciones de guerra anfibia y a la 3 Brigada Comando de los Marines Reales.
En 1998 y 1999, contribuyó a la Operación Bolton en el sur de Irak junto a las fuerzas aéreas de Arabia Saudita, de Estados Unidos y en 1998 también con la de Francia.
En 1999, fue desplegado una vez más en el conflicto de los Balcanes para colaborar en las misiones de bombardeo de la OTAN en la República Federal de Yugoslavia. Sus Harriers intervinieron en los ataques militares, mientras que los helicópteros brindaron ayuda a los refugiados.

### 2005-2011

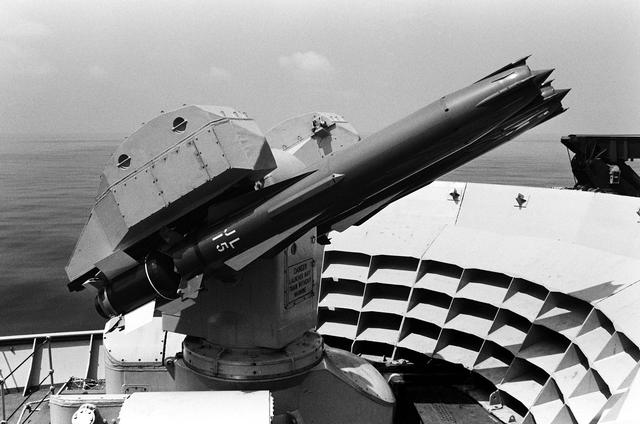
Sistema Sea Dart del Invincible.

El 6 de junio de 2005, el Ministerio de Defensa británico anunció que el Invincible estaría inactivo hasta el año 2010, disponible para la reactivación en un plazo de 18 meses. Estuvo fuera de servicio hasta el 3 de agosto de 2005, 20 meses después de una amplia modernización y renovación que había tenido por finalidad darle diez años más de servicio.
En marzo de 2010, fue mínimamente mantenido y apostado con otros buques retirados del servicio en la base naval de Portsmouth. El Invincible fue retirado de la lista de reserva naval el 10 de septiembre de 2010, y ofrecido en venta a partir de diciembre de 2010, con las ofertas presentadas el 5 de enero de 2011. Los documentos de licitación DSA confirmaron que los motores del barco se habían desmontado y que los generadores y las bombas estaban "generalmente fuera de servicio o no funcionan". El 8 de enero de 2011, la prensa británica anunció un informe anterior en el South China Morning Post de que se había hecho una oferta de £ 5 000 000 por el buque por el empresario chino Lam Kin-bong, con sede en el Reino Unido, quien planeaba realizar el amarre del buque en Zhuhai o Liverpool como una escuela internacional flotante. Se plantearon dudas en cuanto a si esta venta se llevaría a cabo, debido al embargo de armamento de la Unión Europea a China. La BBC News informó el 8 de febrero de 2011 que el Ministerio de Defensa había anunciado la venta de Invincible para desguace al astillero Leyal Ship Recycling Ltd de Aliağa, Turquía. Fue remolcado desde Portsmouth el jueves 24 de marzo y llegó a Aliaga el 12 de abril de 2011, comenzando los trabajos de desguace en junio de 2011.

### Buques de la clase
- HMS Illustrious (R06)
- HMS Ark Royal (R07)

### Buques similares
- Príncipe de Asturias (R-11)
- Giuseppe Garibaldi (C 551)
- HTMS Chakri Naruebet

### Listas relacionadas
- Portaaviones por país